# Kościół Adwentystów Obietnicy
Kościół Adwentystów Obietnicy (por. Igreja Adventista da Promessa), charyzmatyczni (zielonoświątkowi) adwentyści – chrześcijański kościół protestancki, o charakterze ewangelicznym, przyjmujący zasadnicze elementy ogólnej doktryny adwentystycznej i wzbogacony o elementy zielonoświątkowe (charyzmatyczne).

## Historia
Zorganizowany został 24 stycznia 1932 roku w następstwie ożywienia charyzmatycznego, jakie miało miejsce wewnątrz Kościoła Adwentystów Dnia Siódmego w Brazylii. Towarzyszące temu mówienie językami (glosolalia), uzdrawianie chorych, prorokowanie i inne przejawy obecności Ducha Świętego zostały potępione jednak przez Kościół Adwentystów Dnia Siódmego, skutkiem czego wykluczeni członkowie dali początek nowej wspólnocie. Założycielem Kościoła był pastor João Augusto da Silveira. Doświadczenie to zostało nazwane chrztem w Duchu Świętym.

## Stan obecny
Obecnie Kościół Adwentystów Obietnicy rozszerzył się poza Brazylię na inne kraje świata. Bardzo intensywny rozwój obserwowany jest w Nigerii i Mozambiku. Liczba członków wynosi ponad 80 tysięcy.

## Doktryna
Adwentyści obietnicy wierzą, że:
- Pismo Święte jest jedyną i wystarczającą regułą wiary i praktyki, natchnionym Słowem Bożym, w myśl zasady Sola scriptura.
- Oddawanie czci należy się jedynie Bogu w Trójcy Świętej Jedynemu. Odrzuca się kult świętych w myśl zasady Soli Deo Gloria.
- Zbawienie jest dostępne jedynie z łaski Bożej i osiągalne jedynie przez wiarę, bez udziału dobrych uczynków. Człowiek staje się dzieckiem Bożym dzięki nowonarodzeniu, tj. uznaniu siebie jako grzesznika i przyjęciu Jezusa Chrystusa jako swego Pana. Zbawienie uważane jest za rzecz dokonaną, dlatego też odrzuca się konieczność powtarzania ofiary krzyżowej podczas mszy.
- Chrzest wodny dokonuje się po uprzednim pojednaniu z Bogiem, w wieku świadomym, poprzez zanurzenie w wodzie, „w imię Ojca i Syna i Ducha Świętego”. Jest on aktem publicznego wyznania wiary.
- Chrzest w Duchu Świętym jest drugim błogosławieństwem (po nowonarodzeniu) dla wierzącego, któremu towarzyszy manifestacja darów Ducha Świętego, w postaci mówienia innymi językami, prorokowania i uzdrawiania chorych.
- Ewangelizacja jest świadczeniem o Jezusie i własnym doświadczeniu Jego osoby, do której zobowiązani są wszyscy chrześcijanie.
- Kościół Boży złożony jest ze wszystkich osób pojednanych z Bogiem i uczestniczących w darach Ducha Świętego.
- Jezus Chrystus jest jedynym pośrednikiem i kapłanem między Bogiem a ludźmi, gdyż jako jedyny jest Bogiem i człowiekiem w jednej osobie. Odrzuca się zatem konieczność wstawiennictwa świętych oraz ludzi zmarłych, a także potrzeby spowiedzi przed człowiekiem-kapłanem.
- Ustanowieniami w Kościele jest chrzest, wieczerza Pańska i towarzyszące jej umywanie nóg.
- Sabat jest „dniem Pańskim” upamiętniającym stworzenie świata, odkupienie na krzyżu i inne wielkie dzieła Boże dla ludzkości. Dlatego też powinien być on zachowywany przez chrześcijan w duchu ewangelicznym, koncentrując wszelką uwagę na osobie Jezusa i jego darów dla wierzących. Zachowywanie Sabatu nie ma jednak bezpośredniego wpływu na zbawienie ludzi, podobnie jak inne dobre uczynki. Jest ono jednak wynikiem wzrostu w Chrystusie i pragnienia zbliżania się do Jego osoby.
- Nabożeństwo (nie mylić z mszą świętą) jest wspólnym spotkaniem wierzących. Jego celem jest wzajemne budowanie się oraz oddawanie chwały Bogu. Na nabożeństwo składa się radosne uwielbienie Boga w pieśniach, modlitwach i językach (tej części przewodzi lider uwielbienia, choć całe zgromadzenie jest czynnie zaangażowane w oddawanie chwały), uzdrawianie, Szkoła Sobotnia i Kazanie Słowa Bożego.
- Dusza ludzka uważana jest z natury za śmiertelną i podległą grzechowi. Nadzieja życia wiecznego utożsamiana jest ze zmartwychwstaniem. Przyjmuje się kondycjonalizm.
- Silna nadzieja powtórnego przyjścia Chrystusa na Ziemię stanie się rzeczywistością w obecnym czasie, o czym świadczą zapowiedziane przez biblijne proroctwa znaki czasu, jak również wielkie ożywienie, związane ze szczególną działalnością Ducha Świętego w „czasach końca”. Choć dokładny czas powrotu Chrystusa nie jest znany, to jednak wydarzenie to jest bardzo blisko, zwiastując dzień ostatecznego zwycięstwa nad grzechem i śmiercią, któremu towarzyszyć będzie zmartwychwstanie wszystkich usprawiedliwionych, ustanowienie tysiącletniego Królestwa i zabranie wierzących do nieba. Po okresie millenium Ziemia zostanie odnowiona i stanie się wiecznym mieszkaniem zbawionych[6].

## Urzędnicy

### Prezydium Generalne
- Prezydent – pastor Hermes Pereira de Brito
- Wiceprezydent – pastor Osmar Pedro da Silva
- Pierwszy sekretarz – pastor Magno Batista da Silva
- Drugi sekretarz – pastor José Lima de Farias Filho
- Pierwszy dyrektor finansowy – pastor Otoniel Alves de Oliveira
- Drugi dyrektor finansowy – pastor Gilberto Fernandes Coelho
- Dyrektor prawny - pastor João Leonardo Junior[7]

### Prezydium lokalne
W skład władz lokalnych (superintendentury) wchodzą: Pastor Superintendent, Pastor Wicesuperintendent, Sekretarz, Skarbnik oraz Prezes Fundacji.